# Mendoza (miasto)
Mendoza – miasto w zachodniej Argentynie, u podnóża Andów, przy Drodze Panamerykańskiej i transandyjskiej linii kolejowej, stolica prowincji Mendoza. Około 933 tys. mieszkańców.

## Gospodarka
W mieście rozwinął się przemysł spożywczy, skórzano-obuwniczy, włókienniczy oraz petrochemiczny.

## Miasta partnerskie
- Ramat Gan, Izrael
- São Paulo, Brazylia